# Plerom

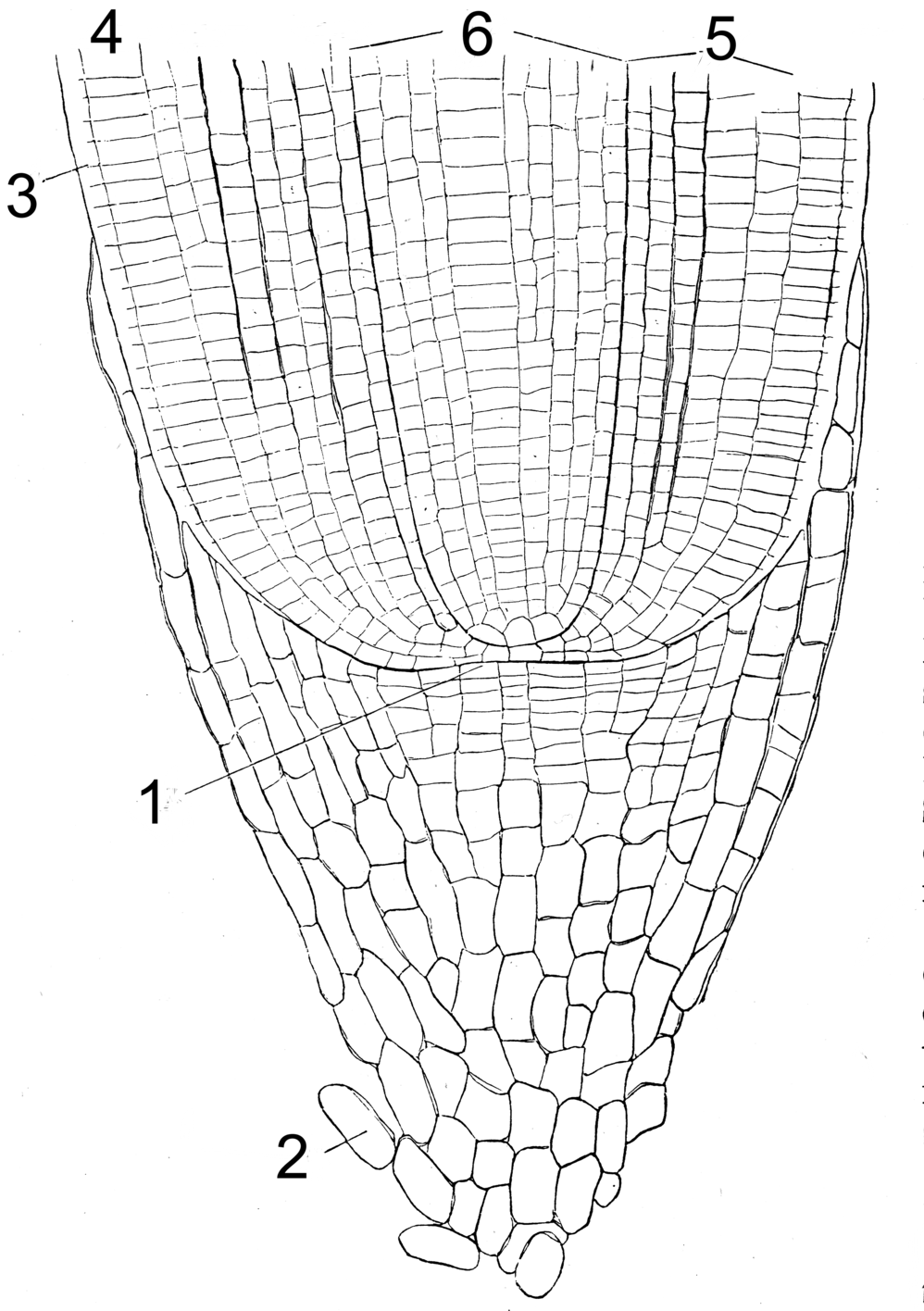
Wurzelspitze. 1 Meristem, 2 Wurzelhaube, 3 Rhizodermis, 4 Dermatogen (bildet Exodermis), 5 Periblem (bildet Rinde), 6 Plerom (bildet Zentralzylinder)

Mit Plerom (griechisch pleroma: „Ausfüllung“) wird in der Botanik der sich entwickelnde meristematische Zentralzylinder der Wurzel bezeichnet.
- Bei Dicotylen unterscheidet man in der Wurzel-Entwicklung drei sogenannte Initialeinlagen: Die erste liefert Zellen an das Plerom, die zweite an das Periblem, welches später zur Rinde differenziert und die dritte an das Dermatocalyptrogen aus welchem später Rhizodermis und die Calyptra hervorgehen.
- Bei Monocotylen gehen Rinde und Rhizodermis aus einer Initialeinlage hervor, die Calyptra besitzt eigene Initialen im Scheitel.
- Bei Gymnospermen hat nur das Plerom diskrete Initialen, alle anderen Bestandteile der Wurzel entstehen aus einem relativ undifferenzierten Initialenkomplex an der Wurzelspitze.